# Episodi di Sleepy Hollow (prima stagione)
La prima stagione della serie televisiva Sleepy Hollow, composta da 13 episodi, è stata trasmessa negli Stati Uniti per la prima volta dall'emittente Fox dal 16 settembre 2013 al 20 gennaio 2014.
In Italia, la stagione è andata in onda in prima visione sul canale satellitare Fox dal 19 novembre 2013 al 25 febbraio 2014. In chiaro, la prima visione era fissata per il 22 marzo 2016 su TV8, ma è stata rimandata al 16 maggio a causa degli attentati del 22 marzo 2016 a Bruxelles, per poi venire ulteriormente posticipata; la trasmissione è infine iniziata il 2 giugno, sospendendola il 21 luglio dopo otto episodi.
Gli antagonisti di questa stagione sono Moloch e il Cavaliere senza testa.
| nº | Titolo originale          | Titolo italiano               | Prima TV USA      | Prima TV Italia  |
| -- | ------------------------- | ----------------------------- | ----------------- | ---------------- |
| 1  | Pilot                     | Il Cavaliere dell'Apocalisse  | 16 settembre 2013 | 19 novembre 2013 |
| 2  | Blood Moon                | Luna rosso sangue             | 23 settembre 2013 | 26 novembre 2013 |
| 3  | For the Triumph of Evil   | Il demone degli incubi        | 30 settembre 2013 | 3 dicembre 2013  |
| 4  | The Lesser Key of Solomon | La piccola chiave di Salomone | 7 ottobre 2013    | 10 dicembre 2013 |
| 5  | John Doe                  | Lo sconosciuto                | 14 ottobre 2013   | 17 dicembre 2013 |
| 6  | The Sin Eater             | Mangiapeccati                 | 4 novembre 2013   | 7 gennaio 2014   |
| 7  | The Midnight Ride         | Cavalcata di mezzanotte       | 11 novembre 2013  | 14 gennaio 2014  |
| 8  | Necromancer               | Il negromante                 | 18 novembre 2013  | 21 gennaio 2014  |
| 9  | Sanctuary                 | Il rifugio                    | 25 novembre 2013  | 28 gennaio 2014  |
| 10 | The Golem                 | Il Golem                      | 9 dicembre 2013   | 4 febbraio 2014  |
| 11 | The Vessel                | Possessione                   | 13 gennaio 2014   | 11 febbraio 2014 |
| 12 | The Indispensable Man     | La mappa per il Purgatorio    | 20 gennaio 2014   | 18 febbraio 2014 |
| 13 | Bad Blood                 | La forza del sangue           | 20 gennaio 2014   | 25 febbraio 2014 |

## Il Cavaliere dell'Apocalisse
- Titolo originale: Pilot
- Diretto da: Len Wiseman
- Scritto da: Alex Kurtzman, Roberto Orci, Len Wiseman e Heather Kadin

### Trama
Sleepy Hollow, New York, 1781. Ichabod Crane, durante una battaglia, viene colpito a morte da un cavaliere dal volto coperto, ma prima di cadere privo di sensi, riesce a decapitarlo.
Sleepy Hollow, New York, 2013. Crane si risveglia dopo 250 anni in una caverna. Contemporaneamente lo sceriffo locale August Corbin e la sua partner, il tenente Abbie Mills, ricevono una chiamata per una strana presenza in una stalla. I due si recano nella stalla e dopo aver trovato il corpo decapitato del proprietario, lo sceriffo viene decapitato a sua volta da un cavaliere senza testa. Abbie riesce a salvarsi. Crane intanto viene trovato errante e confuso a vagare per le strade di Sleepy Hollow e viene arrestato dall'agente Brooks e portato in commissariato. Dopo un interrogatorio con la macchina della verità, in cui lui racconta il suo ultimo ricordo ossia la battaglia, viene considerato pazzo e rinchiuso in un ospedale psichiatrico. L'unica che sembra credergli è Abbie, dopo aver assistito all'omicidio del partner e aver visto anche lei il cavaliere senza testa: infatti tramite l'interrogatorio, Crane si rende conto che la sua nemesi del XVIII secolo, il cavaliere senza testa, era arrivato insieme a lui nel futuro. Ichabod forma così un legame con Abbie, dopo che lei gli racconta di come da bambina aveva avuto insieme alla sorella, delle visioni su quattro alberi bianchi nati dal nulla, e aver sentito la presenza di qualcosa di sovrannaturale. Tornata nell'ufficio dello sceriffo, Abbie scopre che il suo partner stava indagando da tempo sul cavaliere e sulla storia che lei aveva raccontato quando era bambina. In sogno a Crane intanto, compare sua moglie Katrina, ormai defunta, che gli confessa di essere una strega e di aver legato il destino del marito a quello del cavaliere, che si scopre essere Morte, uno dei quattro cavalieri dell'Apocalisse, tornato a Sleepy Hollow per finire ciò che aveva iniziato. Così Katrina rivela al marito l'ubicazione della testa del cavaliere, chiedendo di proteggerla. Crane e Abbie si recano alla tomba, ma vengono attaccati dal cavaliere. Abbie chiede rinforzi a Brooks, ma Brooks la tradisce e l'aggredisce, ma lei riesce a difendersi. Arriva l'alba e il cavaliere scompare e Brooks viene arrestato, dopo che altri due poliziotti hanno assistito all'attacco del cavaliere. Così finalmente tutti credono alla storia di Crane, che non è più in arresto ed è libero di collaborare con Abbie per scoprire la verità. Un essere sovrannaturale intanto fa visita a Brooks in carcere e lo uccide.
- Ascolti USA: telespettatori 10 100 000[3]

## Luna rosso sangue
- Titolo originale: Blood Moon
- Diretto da: Ken Olin
- Scritto da: Alex Kurtzman, Roberto Orci e Mark Goffman

### Trama
Katrine compare in sogno ad Ichabod indirizzandolo verso colei che avrebbe giocato un ruolo nella ricomparsa del cavaliere: Serilda di Abaddon, una strega leader di una congrega di streghe Cattive. Ichabod cerca intanto di adeguarsi alla realtà del XXI secolo. Lui e Abbie così hanno una nuova missione da compiere. Scoprendo che i documenti dello sceriffo sono stati trasferiti in un edificio controllato, Ichabod conduce Abbie all'edificio tramite un passaggio segreto che lui nel XVIII secolo utilizzava per nascondere le armi e dove si seppellivano le ossa delle streghe bruciate durante l'inquisizione. Nel frattempo, Brooks viene riportato in vita e a sua volta cerca di riportare in vita Serilda, senza riuscirci: Ichabod e Abbie riescono a bruciare in tempo la strega.
- Ascolti USA: telespettatori 8 590 000[4]

## Il demone degli incubi
- Titolo originale: For the Triumph of Evil
- Diretto da: John F. Showalter
- Scritto da: Alex Kurtzman, Roberto Orci e Mark Goffman

### Trama
Uno psicoanalista legato alle sorelle Mills si suicida misteriosamente e Crane e Abbie Mills fanno visita a Jenny presso l'istituto. Quando anche altri si suicidano, i Testimoni scoprono che la fonte delle morti misteriose è Ro'kenhronteys, lo spirito dei sogni Mohawk. Entrando nel mondo dei sogni di questo spirito, sono in grado di risolvere il problema, affrontare le loro colpe passate ed espiarle. Quando Mills va a visitare nuovamente sua sorella, scopre che Jenny è scappata.
- Ascolti USA: telespettatori 7 970 000[5]

## La piccola chiave di Salomone
- Titolo originale: The Lesser Key of Solomon
- Diretto da: Paul Edwards
- Scritto da: Damian Kindler

### Trama
Mills e Crane cercano Jenny, rintracciandola in una capanna appartenente a Corbin. Mills apprende inoltre che Corbin ha chiesto a Jenny di rintracciare oggetti rari e spesso magici, tra cui un sestante che rivela una vecchia mappa di Sleepy Hollow che indica la posizione nascosta della Piccola Chiave di Salomone, un libro di incantesimi che può evocare 72 demoni dal settimo girone dell'Inferno. Una società segreta dell'Assia allineata con il Cavaliere mette le mani sia sul sestante che sul libro, ma Mills distrugge il libro e pone fine al rituale. I Testimoni apprendono anche che il demone responsabile della resurrezione del Cavaliere si chiama Moloch.
- Ascolti USA: telespettatori 7 960 000[6]

## Lo sconosciuto
- Titolo originale: John Doe
- Diretto da: Ernest Dickerson
- Scritto da: Melissa Blake

### Trama
Un ragazzo malaticcio affetto da una malattia sconosciuta viene scoperto nel bosco e immediatamente messo in quarantena dal CDC. Poiché il ragazzo parla solo inglese medio e dice di essere di Roanoke, Crane deduce che il bambino proviene dalla perduta colonia di Roanoke. Indagando, i Testimoni scoprono che la colonia è stata trasportata in una dimensione alternativa e le persone all'interno soffrono - ma non muoiono - della stessa malattia, originata dal secondo Cavaliere dell'Apocalisse, Pestilenza. Il ragazzo è stato attirato nel presente per diffondere la sua malattia, ma Crane e Mills lo riportano al suo villaggio e le persone sia all'interno che all'esterno del villaggio vengono curate.
- Ascolti USA: telespettatori 7 590 000[7]

## Mangiapeccati
- Titolo originale: The Sin Eater
- Diretto da: Ken Olin
- Scritto da: Aaron Rahsaan Thomas

### Trama
Crane viene rapito dai massoni e, dopo aver confermato la sua identità, gli chiedono di prendere del veleno che ucciderà lui e il Cavaliere (poiché il loro sangue è legato occultamente). Mills rintraccia un mangiapeccati di nome Henry Parrish in modo che Crane possa essere epurato dai suoi peccati, e insieme si preparano per il ritorno del Cavaliere quella sera al calar della notte.

## Cavalcata di mezzanotte
- Titolo originale: The Midnight Ride
- Diretto da: Doug Aarniokoski
- Scritto da: Heather V. Regnier

### Trama
Crane scopre che i Massoni di Sleepy Hollow sono stati decapitati dal Cavaliere e si rende conto che la creatura sta cercando la propria testa. Irving recupera la testa dal laboratorio (dove ha ostacolato i tentativi di classificarla) prima che il Cavaliere arrivi a prenderla, salvandosi a malapena la vita. Crane e Mills non possono distruggere la testa con mezzi normali, quindi la usano per attirare e intrappolare il Cavaliere all'interno di una camera magica costruita da Thomas Jefferson.

## Il negromante
- Titolo originale: Necromancer
- Diretto da: Paul Edwards
- Scritto da: Mark Goffman e Phillip Iscove

### Trama
Mills e Crane interrogano il Cavaliere con l'aiuto di Andy (poiché è il suo negromante), nonostante gli avvertimenti del poliziotto morto di non farlo. Durante l'interrogatorio, il Cavaliere si rivela essere Abraham Van Brunt, l'ex fidanzato di Katrina e amico di Ichabod che fu ucciso dagli Assiani e trasformato nel Cavaliere da Moloch. Brooks, sotto il controllo di Moloch, introduce di nascosto nella camera in cui è tenuto prigioniero il Cavaliere la Patera tracia, una reliquia druidica, e la usa per liberarlo. Ciò consente ai servitori infernali di Moloch di essere evocati nella camera, che fuggono con Brooks e il Cavaliere al seguito.

## Il rifugio
- Titolo originale: Sanctuary
- Diretto da: Liz Friedlander
- Scritto da: Damian Kindler e Chitra Elizabeth Sampath

### Trama
Mills e Crane indagano sul caso della scomparsa di Lena Gilbert, la ricca nipote di un magnate minerario e petrolifero. Lena è scomparsa mentre visitava la casa di campagna della sua famiglia, che un tempo era di proprietà di Lachlan Fredericks, un amico di Ichabod, che ha lanciato una maledizione intorno alla casa come incantesimo protettivo. Crane si interessa al caso perché Lena ha cerchiato un nome, "Katrina C" (che presume sia Katrina Crane) in un documento che ha lasciato. Lena spiega che Katrina è stata l'ultima persona che si è rifugiata nella casa prima che fosse sigillata da Lachlan. Combattendo gli spiriti maligni all'interno della casa, Lena, Crane e Mills riescono a scappare. Mills ha una visione di Katrina che dà alla luce un bambino mentre si rifugia in casa, e Crane si rende conto di avere un figlio.

## Il golem
- Titolo originale: The Golem
- Diretto da: J. Miller Tobin
- Scritto da: Alex Kurtzman

### Trama
Ichabod e Abbie chiedono l'aiuto di Henry Parrish per trovare informazioni sul figlio di Ichabod. Henry manda Ichabod in purgatorio per affrontare l'anima di Katrina, apprendendo che il nome del ragazzo è Jeremy. Quando Ichabod ritorna, lui, Abbie e Henry cercano il golem evocato da Jeremy secoli fa, e ora cerca vendetta sulla congrega che ha rinnegato sua madre. Dopo aver distrutto il golem, i Testimoni ricevono un messaggio minaccioso da Moloch.

## Possessione
- Titolo originale: The Vessel
- Diretto da: Romeo Tirone
- Scritto da: Mark Goffman e David McMillan

### Trama
Ancitif, un servitore di Moloch con la capacità di saltare da un corpo all'altro e possedere le sue vittime tramite il contatto fisico, ritorna a Sleepy Hollow dopo un'assenza di sette anni e lancia un avvertimento inquietante al Capitano Irving: a meno che non consegni la Bibbia di George Washington - una risorsa preziosa nella guerra contro Moloch: un grande danno accadrà alla figlia disabile, Macey.

## La mappa per il Purgatorio
- Titolo originale: The Indispensable Man
- Diretto da: Adam Kane
- Scritto da: Sam Chalsen

### Trama
Ichabod e Abbie, mentre studiano la Bibbia di George Washington, vengono a conoscenza di una mappa del purgatorio creata dopo la morte di Washington e probabilmente sepolta insieme al suo corpo in un luogo segreto. Chiedono l'aiuto di Henry Parrish per localizzare il luogo di sepoltura di Washington. Nel frattempo, Andy, dopo aver fallito nel convincere Abbie a dargli la mappa, riceve poteri demoniaci da Moloch. All'interno della tomba di Washington, Ichabod, Abbie e Henry individuano la mappa, ma subiscono un'imboscata da parte di Andy. Solo la rapidità di pensiero di Ichabod permette loro di sigillarlo e recuperarlo. Dopo una discussione con Abbie sull'opportunità o meno di utilizzare la mappa per liberare Katrina, Ichabod la brucia. Nel frattempo, Irving, apparentemente incapace di spiegare come due uomini e un prete siano stati uccisi mentre combattevano contro un Macey posseduto, confessa gli omicidi per proteggerla.

## La forza del sangue
- Titolo originale: Bad Blood
- Diretto da: Ken Olin
- Scritto da: Alex Kurtzman e Mark Goffman

### Trama
Ichabod e Abbie si recano in purgatorio per ottenere l'aiuto di Katrina quando apprendono da Henry Parrish che il terzo cavaliere, Guerra, apparirà nel mondo reale durante un'imminente eclissi. Quando arrivano, Abbie e Ichabod vengono separati e collocati in mondi illusori dove non sono Testimoni. Quando entrambi si rendono conto che ciò che stanno vedendo non è reale, si riuniscono e si recano in una vecchia chiesa per trovare Katrina. Lì, Abbie e Ichabod apprendono da Katrina che non può andarsene a meno che qualcuno non prenda il suo posto, cosa su cui Abbie è d'accordo. Quando Ichabod e Katrina tornano nel mondo reale, organizzano un rituale per impedire che venga evocato Guerra. Quando i loro sforzi non hanno successo, Henry appare e li trattiene. Spiega che lui è Jeremy, essendo stato resuscitato da Moloch tredici anni fa, cosa di cui Jenny e Abbie hanno assistito. Assumendo il mantello della Guerra, fa emergere il Cavaliere e lo ricompensa per il suo servizio con Katrina. Mentre Abbie riacquista i suoi ricordi di Moloch, Crane viene sepolto vivo da Jeremy, che poi rompe il secondo sigillo che separa l'Inferno e la Terra.